# Hermann Muthesius

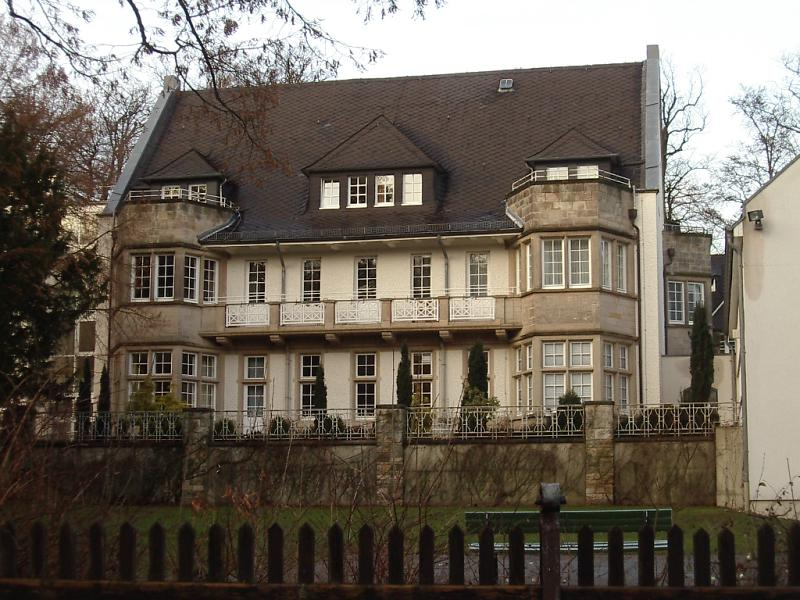
Elena-Klinik i Harleshausen, en stadsdel i Kassel. Huvudbyggnaden uppfördes som villa av Muthesius.

Adam Gottlieb Hermann Muthesius, född 20 april 1861 i Großneuhausen i Thüringen, död 26 oktober 1927 i Berlin (i en trafikolycka), var en tysk arkitekt och konstförfattare.
Muthesius studerade 1882–87 vid tekniska högskolan i Berlin, vistades sedan fyra år i Tokyo, anställd som arkitekt av japanska regeringen, var därefter teknisk attaché vid tyska beskickningen i London och studerade under dessa år grundligt engelsk byggnadskonst och konstindustri. År 1903 blev han geheime regierungsrat i Berlin. Han lämnade ritningar till lanthus, mest i Berlins omgivningar.
Muthesius bedrev ett omfattande författarskap och utgav Die neuere kirchliche Baukunst in England, Die englische Baukunst der Gegenwart, Das englische Haus (1904–05, tre delar; ny upplaga 1908). I sistnämnda märkliga verk belyser han det engelska boningshusets ursprung ur den lantliga byggnadskonsten. Muthesius agiterade kraftigt för sunda byggnadsprinciper, för återknytande till olika länders och landskaps egna traditioner och för samband mellan arkitektur och konsthantverk. Bland hans större och mindre skrifter märks Stilarchitektur und Baukunst (1903; flera upplagor, svensk översättning av Axel Lindegren 1910), Landhaus und Garten (1907), Kunstgewerbe und Architektur (1907), Wie baue ich mein Haus? (1915) och Kleinhaus und Kleinsiedlung (1918).